# Liste der Baudenkmäler im Wuppertaler Wohnquartier Erbschlö-Linde
Die Liste der Baudenkmäler im Wuppertaler Wohnquartier Erbschlö-Linde enthält die denkmalgeschützten Bauwerke auf dem Gebiet von Wuppertal-Erbschlö-Linde in Nordrhein-Westfalen (Stand: November 2011). Diese Baudenkmäler sind in der Denkmalliste der Stadt Wuppertal eingetragen; Grundlage für die Aufnahme ist das Denkmalschutzgesetz Nordrhein-Westfalen (DSchG NRW).

## Auszug aus der Denkmalliste

### Eingetragene Baudenkmäler
| Bild           | Bezeichnung | Lage                                      | Beschreibung | Bauzeit | Eingetragen seit | Denkmal- nummer |
| -------------- | ----------- | ----------------------------------------- | --- | ------- | ---------------- | --------------- |
| weitere Bilder | Wohnhaus    | Erbschlö-Linde Erich-Hoepner-Ring 5 Karte | Die Villa Braus wurde von 1938 bis 2004 als Offizierskasino der benachbarten Diedenhofen-Kaserne, seit 2012 als Hotel Park Villa, genutzt. | 1907    | 16. Oktober 2002 | 2411 Wikidata   |

### Ausgetragene Baudenkmäler
| Bild         | Bezeichnung  | Lage                      | Beschreibung | Bauzeit | Eingetragen seit | Denkmal- nummer          |
| ------------ | ------------ | ------------------------- | --- | ------- | ---------------- | ------------------------ |
| Kleindenkmal | Kleindenkmal | Erbschlö-Linde Parkstraße | Die Knubel-Plastik war bis mindestens 2004 auf dem Gelände der ehem. Diedenhofen-Kaserne. Diese wurde inzwischen abgerissen und die Plastik vor August 2012 auf den Mobilmachungsstützpunkt der Bergischen Kaserne Düsseldorf verbracht. |         | 11. Mai 1988     | ehem. Denkmalnummer 1358 |